# Савоненков, Григорий Михайлович
Григорий Михайлович Савоненков (5 (17) марта 1898, станция Тёмкино Смоленской губернии — 4 февраля 1975, Москва) — советский военачальник, дипломат. Генерал-полковник интендантской службы (1951), чрезвычайный и полномочный посланник I класса.

## Биография
Член ВКП(б). Окончил Курсы военных интендантов (1924).
- С 1918 года — служба в РККА.
- В 1924—1943 годах — начальник окружной продовольственной базы, Управления военно-строительных работ, Квартирно-эксплуатационного отдела Ленинградского военного округа, Управления продовольственного снабжения Ленинградского фронта.
- В 1943—1944 годах — начальник Тыла Ленинградского фронта, заместитель командующего Ленинградским фронтом.
- В 1944—1947 годах — заместитель председателя Союзной Контрольной Комиссии в Финляндии.
- С 13 января 1948 по 8 апреля 1951 года — чрезвычайный и полномочный посланник СССР в Финляндии[1].
- В 1951—1969 годах — служба в аппарате Военного министерства, Министерства обороны СССР.

Жил в Москве в «Генеральском доме» (Ленинградский проспект, дом 75). Похоронен на Новодевичьем кладбище (6 уч. 28 ряд).

## Награды
- 3 ордена Ленина.
- 5 орденов Красного Знамени.
- Орден Кутузова I степени (22 июня 1944).
- Орден Трудового Красного Знамени
- медали[4].